# Universitas (Italie méridionale)
Pour les articles homonymes, voir Universitas.
Ne doit pas être confondu avec Université.

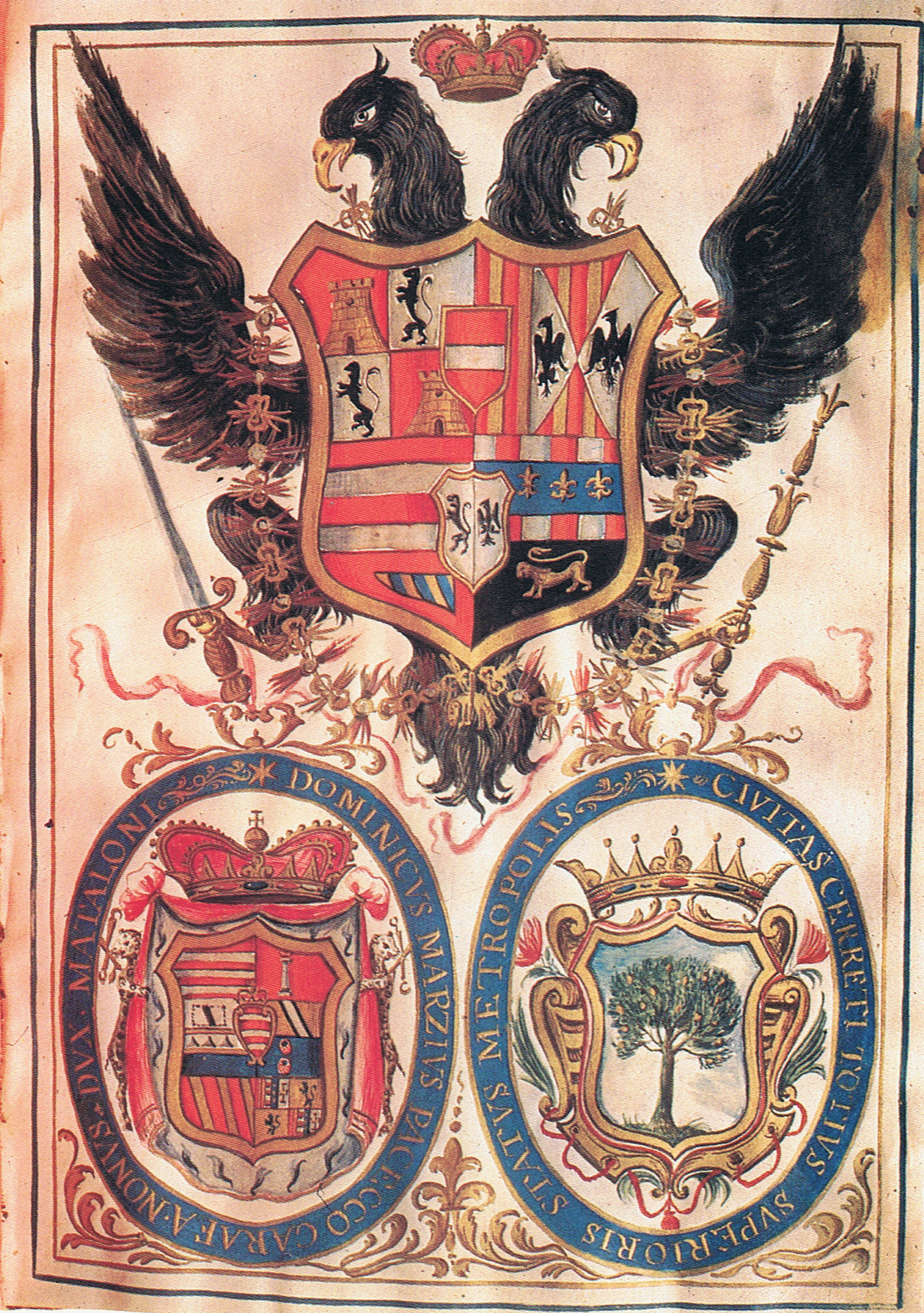
Copie de 1725 des Statuts de la ville de Cerreto Sannita, avec les blasons de la Maison de Habsbourg, de la famille Carafa et de luniversitas.

Les universitates (pluriel du latin universitas), connues aussi en italien comme università del Regno (universités du Royaume) ou simplement università, étaient les entités administratives de l'Italie méridionale, apparues sous la domination lombarde, puis inféodées par la conquête normande de l'Italie du Sud au XIe siècle. Elles contrastent avec les communes libres établies dans le Nord de l'Italie à partir du Moyen Âge.
Les universitas durèrent jusqu'au 2 août 1806 quand un décret de Joseph Bonaparte abolit le régime féodal du royaume de Naples,.

## Histoire

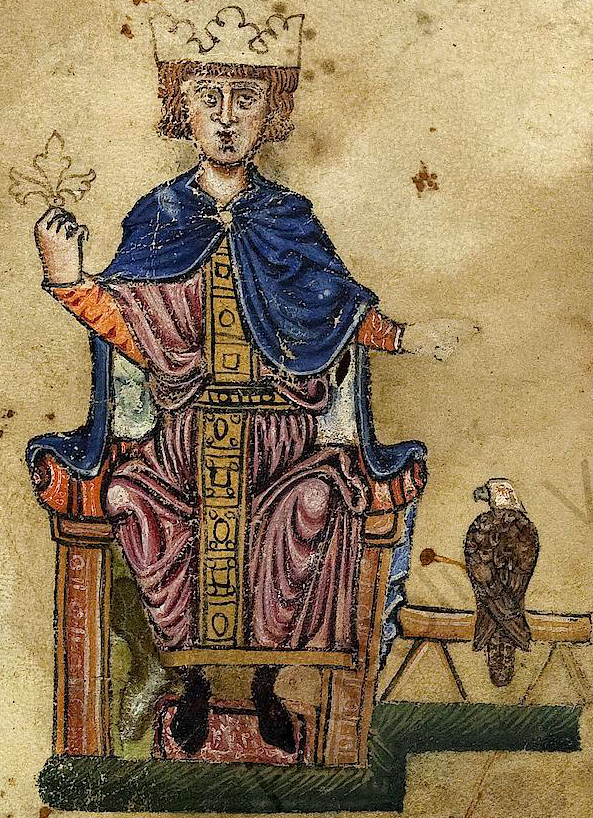
Frédéric II, empereur des Romains.

À l'arrivée des Lombards, de nombreuses communautés du Mezzogiorno conservèrent leurs us et coutumes, certains remontant à l'époque romaine. Aux XIe  et XIIe siècle, les Normands donnèrent des terres en fief à des vassaux, les feudataires, en récompense pour leurs services, enlevant ainsi leur autonomie aux communautés, tout en en respectant souvent les usages en place. Frédéric II limita ensuite les privilèges des vassaux et reconnut un statut juridique aux communautés.
À la suite de la conquête des Angevins, le terme universitas remplaça celui de commune et Charles Ier d'Anjou ordonna la destruction des sceaux communaux. Sous les Angevins, le nombre et le pouvoir des vassaux augmenta, affaiblissant le pouvoir royal et influençant les élections des magistrats à la tête des universitates. 
Les universitates, sur lesquelles pesaient de lourdes obligations, réagirent de différentes manières. Certaines cédèrent aux pressions féodales, d'autres demandèrent à être rattachées au domaine royal, ce qui entraîna de longues et coûteuses démarches inutiles auprès du Sacro regio consiglio (it) (conseil royal de Naples). D'autres encore s'efforcèrent de négocier avec les vassaux pour la création de statuts communaux qui définissaient les devoirs et droits de chaque partie et établissaient les normes en matière de droit civil, pénal, commercial et administratif des communes.
La tension entre vassaux et universitates fut particulièrement élevée à partir du règne d'Alphonse V d'Aragon quand celui-ci donna à ses barons le mero et mixto imperio (it), c'est-à-dire entière juridiction en matière civile et pénale.
Alphonse V leur accorda le même statut que celui des Quattro lettere arbitrali de Robert Ier de Naples avaient octroyé aux représentants royaux. Ces lettres leur donnaient les prérogatives de commuter les peines, d'en imposer de plus lourdes que celles prévues par la loi, de juger d'office pour certains délits, de torturer le coupable sans limite de temps. En échange, les vassaux payaient au roi un relevio (it) (tribut), l'adoa (it) (aide financière militaire) et devaient lui rendre hommage.

## Organisation
Les universitates  reposaient sur une assemblée formée des chefs des familles les plus nobles ou des familles les plus influentes qui, chaque année, élisaient un conseil. Le nombre de ses membres, élus pour un an, variait en fonction de la population. Les élus choisissaient ensuite les syndici, dont l'un était erario licteratus, c'est-à-dire un membre qui devait savoir lire et écrire. Le rôle de ces administrateurs était vaste : ils s'occupaient du budget, des poids et mesures, de l'administration de la justice, de la sécurité des habitants et de l'entretien des routes, murailles et portes. Leurs décisions étaient contrôlées par des instances extérieures : le giustiziere (it), chef de la justice provinciale, pour la justice et les capitaines du roi pour les finances et l'ordre public. Il n'y avait pas de chef responsable unique à la tête de cette structure administrative.
Les universitates étaient de deux types : les universitates féodales et les universitates de la couronne.

### Lesuniversitatesféodales
Les universitates féodales étaient la propriété d'un feudataire. Elles pouvaient passer de seigneurie en seigneurie, être vendues et achetées comme des marchandises. Les terres changeaient de main, mais aussi leurs habitants et animaux.
La justice était rendue par des juges désignés par le seigneur, qui devaient cependant prêter serment au giustiziere de la province.
Le rôle du capitaine du roi était en général réduit parce que le feudataire le nommait souvent châtelain, ce qui signifiait qu'en cas de conflit, le capitaine décidait souvent en faveur du feudataire.

### Lesuniversitatesde la couronne
Les città demaniale (it) (universitates de la couronne) représentaient 10 % de l'ensemble. Leur statut était proche de celui des villes libres du Saint-Empire romain germanique ou des bonnes villes en France.
Ces universitates étaient administrées par les représentants du roi. Elles jouissaient d'une grande liberté et de nombreux privilèges et pouvaient en référer aux autorités supérieures en cas de conflit, obtenant souvent gain de cause.
Pour la justice, les baillis, sous l'autorité du giustiziere provincial, étaient responsables, entre autres, de la police  dans les villes et les campagnes, de la collecte des amendes, de la capture des délinquants et de la vérification des poids et des mesures.
Les baillis étaient divisés en deux groupes : ceux qui administraient la justice (les iudices ad contractus et ad causas), et ceux qui étaient chargés des contrats publics et privés (les iudices ad conactus tantum).
Le banditore et le mastrogiurato (it), dont le rôle était étendu, faisaient aussi partie de la structure administrative des universitates. Le recouvrement des amendes n'était pas de la responsabilité du fisc royal mais de celle du giustiziere, ce qui entraînait des conflits d'intérêts, allant jusqu'aux comportements illégaux.